# Brylluppet mellem kong Konstantin II af Grækenland og prinsesse Anne-Marie af Danmark
Brylluppet mellem Kong Konstantin II af Grækenland og Prinsesse Anne-Marie af Danmark fandt sted fredag den 18. september 1964 i Metropolis-katedralen i Athen. Konstantin 2. var den eneste søn af Kong Paul 1. af Grækenland og Frederikke af Hannover, mens Prinsesse Anne-Marie var datter af Kong Frederik 9. af Danmark og Ingrid af Sverige.

## Forlovelse
Parret var kvartfætter og kvartkusine gennem både Dronning Victoria af Storbritannien og Kong Christian 9. af Danmark. De mødtes første gang i 1959, da Kronprins Konstantin ledsagede sine forældre på et statsbesøg i Danmark, hvor Prinsesse Anne-Marie bare var 13 år gammel. De mødtes igen i 1961, og i 1962 var Prinsesse Anne-Marie brudepige ved Konstantins storesøster Prinsesse Sofia af Grækenlands bryllup med Prins Juan Carlos af Spanien. I 1962, da Prinsesse Anne-Marie var på ferie med sin guvernante i Norge, hvor Kronprins Konstantin deltog i et sejlsportsstævne, friede han til hende, og hun accepterede. Kong Frederik 9. ville i første omgang ikke give sit samtykke, da Prinsesse Anne-Marie på det tidspunkt blot var 15 år gammel, men han gav sig senere på betingelse af, at brylluppet ventede til hun fyldte 18 år, og hun havde færdiggjort sin uddannelse.
Den 23. januar 1963 offentliggjorde det danske kongehus forlovelsen. Brylluppet blev oprindeligt planlagt til at finde sted i januar 1965, men efter Kong Pauls død den 6. marts 1964 blev datoen rykket frem.[kilde mangler]

## Aktiviteter før brylluppet

### I Danmark
Fejringerne begyndte i starten af september 1964. Den 7. september ankom Kong Konstantin til Danmark, hvor der blev afholdt en privat middag på Fredensborg Slot. Den følgende dag blev der afholdt en gallaforestilling i Det Kongelige Teater fulgt af et taffel på Christiansborg Slot. Den følgende morgen blev der holdt reception på Københavns Rådhus.

### I Grækenland
Kong Konstantin II, Prinsesse Anne-Marie, Kong Frederik IX, Dronning Ingrid, Prinsesse Margrethe og Prinsesse Benedikte sejlede til Grækenland ombord på kongeskibet Dannebrog. Der blev holdt en reception på Hotel Grande Bretagne til ære for den danske kongefamilie.
Den 16. september ankom de fleste af de kongelige gæster med fly til Grækenland. Samme aften blev der holdt aftenselskab på Det Nye Slot for 1.600 gæster.

## Vielsen
Vielsen fandt sted den 18. september 1964 i den græsk-ortodokse Metropolis-katedral i Athen, to uger efter Prinsesse Anne-Maries 18 års fødselsdag. Parret blev viet af Athens ærkebiskop Chrysostomos 2. af Athen.